# 유전자-환경 상호작용
유전자-환경 상호작용(Gene–environment interaction 또는 유전자형-환경 상호 작용(genotype–environment interaction) 또는 GxE은 두 가지 다른 유전자형이 서로 다른 방식으로 환경 변이에 반응하는 경우이다. 반응 표준모델(norm of reaction)은 표현형 차이가 연속적일 때 유전자와 환경 요인 간의 관계를 보여주는 그래프이다. GxE 상호 작용을 설명하는 데 도움이 될 수 있다. 아래 그림과 같이 반응 표준모형(norm of reaction)이 평행하지 않으면 환경 상호 작용에 의한 유전자가 있다. 이것은 각 유전자형이 다른 방식으로 환경 변화에 반응한다는 것을 나타내준다. 환경적 변화는 물리적, 화학적, 생물학적, 행동 패턴 또는 생활 사건일 수 있다.

## 반응 모형
이 반응 모델은 환경 상호 작용에 의한 유전자를 나타내는 평행하지 않은 선을 보여준다. 각 유전자형은 환경 변화에 각기 다른 방식으로 반응하도록 한다.
|                                                                           |
| (예시) Phenotype(표현형) , Environment(환경) , 유전자형(genotype) 1과 2형 |

## 야생형
표현형 전환 스위치는 자연계에 가장 보편적으로 나타나는 정상적인 형태의 유전자를 야생형 유전자(野生型遺傳子) 즉 표현형1로 그리고 다른 특정 환경조건하에서 유전자좌 재결정으로 다른 단백질이 생성되어 표현형이 바뀐 표현형2를 전제했을 때 표현형 변이(표현형2)가 다시  야생형(표현형1)으로의 복귀절차를 갖는 표현형 복귀와 표현형모사를 설명할 수 있다.

## 같이 보기
- 취약성-스트레스 모델